# Петровське (Іглінський район)
Петро́вське (рос. Петровское, башк. Петровский) — присілок у складі Іглінського району Башкортостану, Росія. Входить до складу Кальтовської сільської ради.
Населення — 15 осіб (2010; 24 в 2002).
Національний склад:
- росіяни — 75 %